# Histoire du Maine
L'histoire du Maine tout comme l'histoire du Vermont, est marquée par la situation géographique entre les colonies françaises et britanniques, qui génère très tôt une militarisation de la région.

## L'ère des Acadiens, Indiens et colons de Plymouth

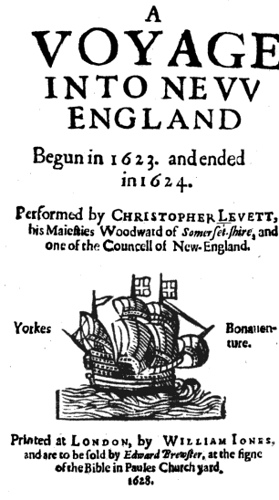
A Voyage into New England, livre écrit par le capitaine Christopher Levett dans l'espoir de susciter de l'intérêt dans sa colonie du Maine

Les habitants d'origine furent les peuples Wabanaki, Abenaki, Passamaquoddy et les Pentagouets, de langue algonquine. En 1604, Samuel de Champlain fonde l'Acadie, le premier établissement européen étant celui de Ste-Croix. Cinq ans plus tard, les jésuites établirent une mission dans la baie de Penobscot, puis une autre en 1613 sur l'île des Monts Déserts. Le village de Castine est créé en 1613 par Claude de La Tour et en 1625, Charles de Saint-Étienne de la Tour érigea Fort Pentagouët au nord du Maine.
Les Anglais arrivent dans le Maine en 1607, avec la Colonie Popham du Maine de Phippsburg (Maine), abandonnée l'année suivante. Le Sud du Maine a été conquis réellement vers 1622 par la Colonie de Plymouth, qui crée le comptoir de Penobscot Bay dans les années 1620. Sir Ferdinando Gorges et John Mason scindent le territoire le long de la Piscataqua (rivière) en 1629, via un pacte qui crée la province du New Hampshire, formée par Mason au sud, et le New Somersetshire, créé par Gorges, dans ce qui est aujourd'hui le sud du Maine et qui donnera plus tard son nom au comté de Somerset dans le Maine.
Christopher Levett, un agent de sir Ferdinando Gorges et par ailleurs membre du conseil de la Colonie de Plymouth, fonde en 1623 près du site de la future Portland, Maine, une maison de pierre puis une ville nouvelle au nom de York, sa ville natale, avec un groupe d'anglais, mais cette colonie échoue. La Colonie de Plymouth fonde ensuite successivement, Kittery (en 1647) puis York (en 1652). Le Maine devient cette année-là une province de la Colonie de la baie du Massachusetts. Rebaptisée en 1658 pour Falmouth la colonie de York devenue une ville a été entièrement détruite en 1675 par les Indiens Wampanoag.

## La guerre anglo-wabanaki

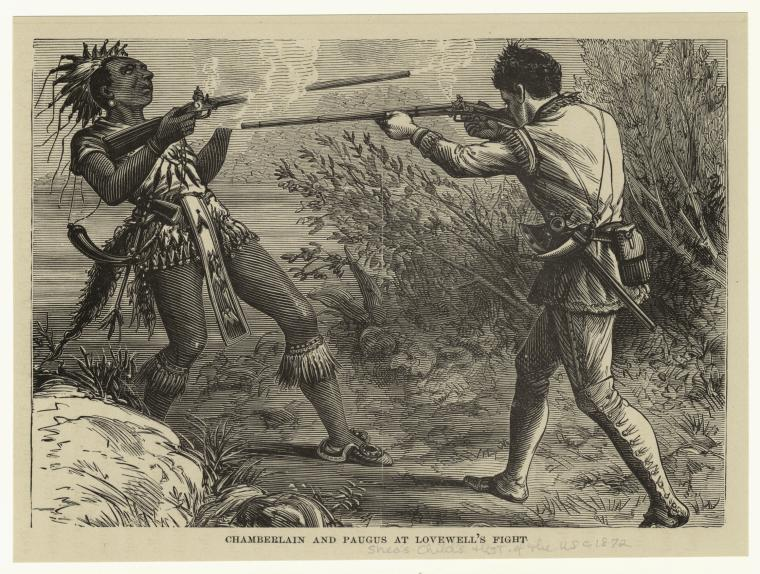
La mort du chef Paugus pendant la guerre anglo-wabanaki.

Le futur état du Maine est un théâtre d'opérations important de la Guerre anglo-wabanaki des années 1720. Après le traité d'Utrecht, le gouverneur de la Nouvelle-Écosse, Richard Philipps (en), construit un fort sur le territoire des Micmacs à Canso (Nouvelle-Écosse) en 1720, protégeant l'établissement d'une colonie anglaise. Le gouverneur du Massachusetts Samuel Shute (en) fait de même sur le territoire des Abenaquis à l'embouchure de la rivière Kennebec, Fort George à Brunswick en 1715, Fort Saint-George à Thomaston en 1720 et fort Richmond à Richmond (Maine) en 1721.
Les Jésuites décident d'aider les Abénaquis en construisant une église dans leur village de Narrantsouac sur la rivière Kennebec, en gardant une mission à Castine (Maine) sur le Penobscot. Le 9 mars 1723, le colonel Thomas Westbrook part avec deux cent trente hommes vers le fleuve Penobscot et parcourt 50 km vers l'amont de la rivière jusqu'au village de Castine. Ils y trouvent un grand fort de 70 m sur 50 m, avec des murs de 4 m, entouré de vingt-trois wigwams, ainsi qu'une grande chapelle de 20 m sur 10 m. Le village est abandonné, et les soldats anglais l'incendient, ainsi que le fort et la chapelle. Ensuite, entre avril et décembre 1723, le père Crale et la Confédération Wabanaki de l'Acadie lancent quatorze assauts contre les établissements anglais le long de la frontière avec la Nouvelle-Angleterre, puis dix autres durant l'été 1724. Mais après la guerre de Sept Ans et la défaite de l'Acadie française, l'autorité du nord du Maine passa à la Nouvelle-Écosse, et celle du sud resta au Massachusetts.

## Les conflits anglo-américains
Les forces britanniques et américaines se disputent le territoire du Maine durant la Révolution américaine. Le traité de Paris qui a mis fin à la guerre était ambigu sur la frontière entre le Maine et les provinces britanniques voisines du Nouveau-Brunswick et du Québec. Portland est anéantie par les canons de la Royal Navy, la flotte britannique lors de la guerre d'indépendance. Reconstruite et devenue un port commercial important, son économie est fortement affectée par l'Embargo Act de 1807 et la guerre de 1812, qui voit les Britanniques, toujours maîtres du Canada tout proche, occuper le Maine. Sa surface a été augmentée à la fin du siècle précédent, lorsqu'une partie du Massachusetts est cédée par lots, dont l'un de 4 000 km2, dans la région sud-est de l'État actuel du Maine, tandis qu'un autre est récupéré par un riche banquier de Philadelphie, William Bingham.

## Un territoire encore peu peuplé à l'indépendance
Avec seulement quelques dizaines de milliers d'habitants en 1780, en pleine guerre d'indépendance des États-Unis, le Maine, alors simple district dépendant du Massachusetts, n'est que la douzième des colonies américaines par la population. Trente ans auparavant, le territoire n'avait aucune existence juridique et aucun peuplement significatif. En 1790, l'Amérique est encore très rurale, car les cinq premières agglomérations, dont les deux principales, Philadelphie et Boston, ne représentent que 136 000 habitants, soit seulement 5,5 % de la population. Vers 1750, la population de Philadelphie avait dépassé celle de Boston.
À partir de 1790, ont lieu les premiers recensements par ville et par états, au moment d'une polémique nationale sur l'opportunité d'étendre la colonisation à l'ouest. Il est alors décidé que le seuil de 60 000 habitants doit être atteint avant de créer un nouvel État. Après 1750, l'accroissement naturel correspond à 95 % de la croissance démographique des colonies d'Amérique. Le taux de mortalité y est de 25 % contre 35 % à 40 % en Europe, sans que les causes exactes puissent être identifiées, les historiens évoquant un meilleur chauffage, meilleure alimentation et plus grande immunisation contre les épidémies car l'habitat est plus dispersé.
| Année            | Population en 1750 | Population en 1780 | Position en 1780 |
| ---------------- | ------------------ | ------------------ | ---------------- |
| Virginie         | 180 000            | 538 000            | 1er en 1780      |
| Pennsylvanie     | 85 000             | 327 000            | 2e en 1780       |
| Caroline du Nord | 51 000             | 270 000            | 3e en 1780       |
| Massachusetts    | 188 000            | 260 000            | 4e en 1780       |
| Maryland         | 116 000            | 245 000            | 5e en 1780       |
| New York         | 76 000             | 210 000            | 6e en 1780       |
| Connecticut      | 111 000            | 206 000            | 7e en 1780       |
| Caroline du Sud  | 45 000             | 180 000            | 8e en 1780       |
| New Jersey       | 51 000             | 139 000            | 9e en 1780       |
| New Hampshire    | 27 000             | 87 000             | 10e en 1780      |
| Géorgie          | 5 200              | 56 000             | 11e en 1780      |
| Rhode Island     | 33 000             | 52 000             | 12e en 1780      |
| Maine            | 0                  | 49 000             | 13e en 1780      |
| Vermont          | 0                  | 47 000             | 14e en 1780      |
| Delaware         | 19 000             | 45 000             | 15e en 1780      |
| Kentucky         | 0                  | 45 000             | 16e en 1780      |
| Tennessee        | 0                  | 10 000             | 17e en 1780      |

## La création de l'État en 1820

Carte illustrant la dispute territoriale.

Trop éloigné du Massachusetts pour rester sous son contrôle, le Maine s'en sépara en 1820, pour constituer le 23e État des États-Unis, avec pour capitale Portland, désormais la ville la plus peuplée. Le vote pour la séparation fut largement majoritaire (17 091 pour, 7 132 contre). En 1832, la capitale est transférée à Augusta. Il faut attendre le traité Webster-Ashburton du 9 août 1842 pour que les limites frontalières du Maine soient déterminées avec les colonies et futures provinces du Nouveau-Brunswick et du Bas-Canada ou Québec actuel.
En plus de mettre un terme à la querelle concernant la frontière avec le Canada, ce traité établit également les détails de la frontière entre le lac Supérieur et le lac des Bois, définie à l'origine par le traité de Paris, et instaura les termes de l'usage commun des Grands Lacs.

## L'adoption du sceau puis du drapeau
La loi sur le dessin du sceau, du 9 juin 1820, mentionne qu'il doit être formé à partir d'un écu d'argent au pin de sinople accompagné d'un élan à son pied. Le fermier et le marin représentent la dépendance de l'État à l'agriculture et à la mer, le premier tenant une faux, et le marin posant sur une ancre. L'étoile polaire représente la devise du Maine : « Dirigo » (du latin : « je dirige »). Un drapeau sera adopté en 1909, dont le dessin a été fixé en 1919. Le Maine est un des deux seuls États (avec le Massachusetts) à avoir un pavillon maritime, qui représente un pin avec une ancre sur fond blanc, sur lesquels s'inscrit « Dirigo », la devise de l'État du Maine.

## La «guerre des bûcherons» de 1839
En 1839, le gouverneur du Maine John Fairfield a déclaré la guerre aux bûcherons du Nouveau-Brunswick, accusés de coupe de bois abusive sur les terres revendiquées par le Maine. Quatre régiments de la milice du Maine ont été rassemblés à Bangor et marchèrent à la frontière, mais il n'y eut pas de combats. La « guerre d'Aroostook » s'acheva sans effusion de sang qui a été réglée par la voie diplomatique. Le secrétaire d'État américain Daniel Webster a secrètement financé une campagne de propagande qui a convaincu les dirigeants de l'État du Maine qu'un compromis serait sage et bienvenu. Webster a en particulier exhumé et utilisé une vieille carte montrant que les revendications britanniques étaient légitimes.

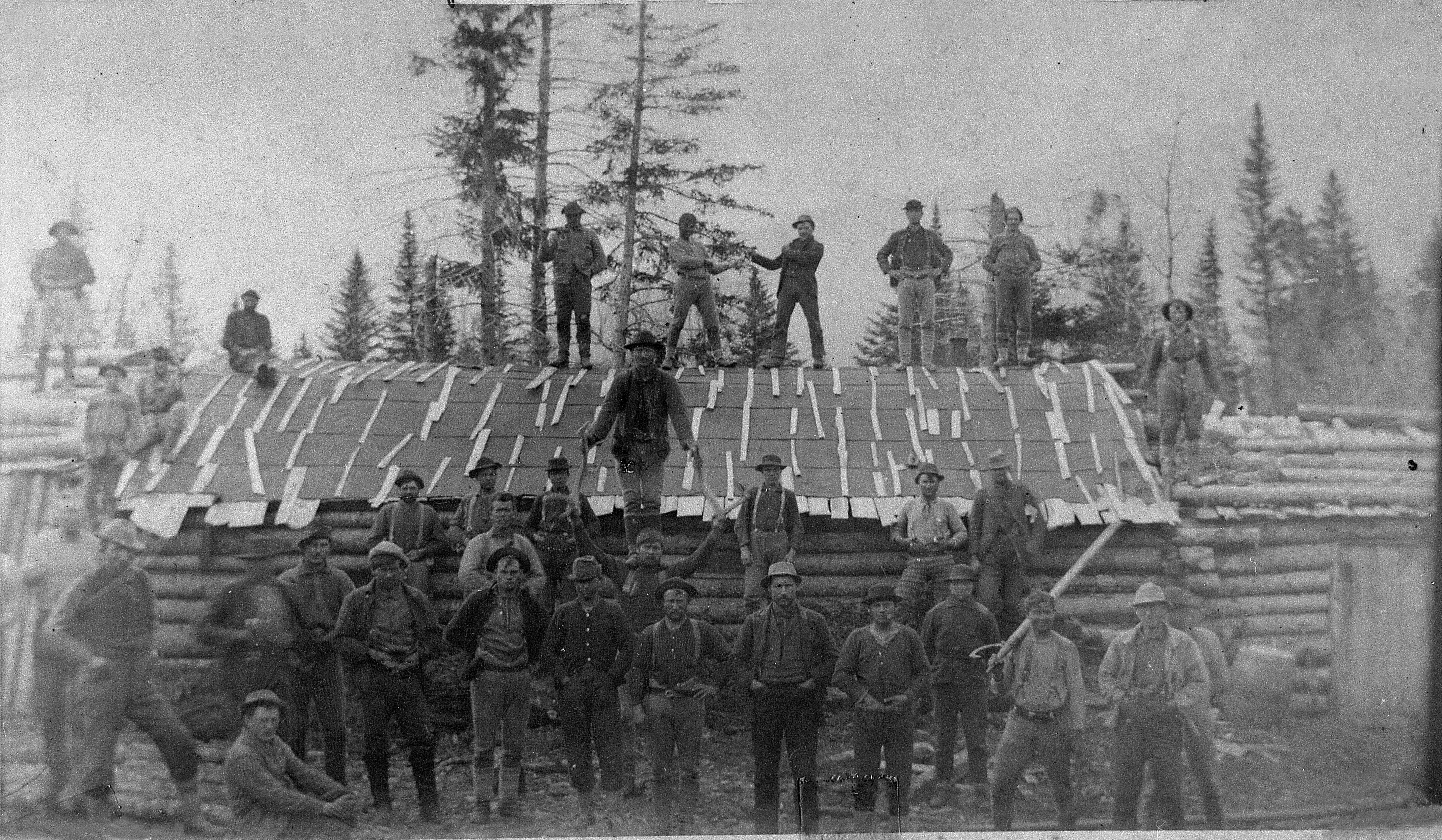
bûcherons au "Russell Camp", dans le comté d'Aroostook au Canada en 1900.

Les passions déclenchées par cette « guerre d'Aroostook » ont fait écho au rôle croissant de l'exploitation forestière dans l'économie du Maine, en particulier dans les parties centrales et orientales de l'État. Bangor a surgi comme une ville-champignon dans les années 1830, grâce aux succès de l'exploitation forestière, puis comme un rival politique potentiel de Portland. Bangor est devenu à l'époque le plus grand port du commerce de bois dans le monde, et le théâtre d'une furieuse spéculation foncière, jusqu'à la vallée de la rivière Penobsco.

## Le grand incendie de 1866 à Portland
En 1866, Portland est ravagée par un incendie au moment de la commémoration du 4 juillet (fête nationale des États-Unis). Les dégâts furent considérables et 10 000 personnes se retrouvèrent privées de logis. La ville fut reconstruite en briques, avec de larges demeures de style victorien. La rue la plus réputée pour son architecture s'appelle Western Promenade.

## Le KKK et le référendum de 1923 contre les immigrés
Présente dans le Maine depuis 400 ans, la communauté francophone a été enrichie par l'arrivée de canadiens français venus du Québec aux XIXe et XXe siècles, souvent catholiques, dont les descendants ont été contraints de s’assimiler et de tirer un trait sur leurs traditions. Près d'un tiers des habitants du Maine est d’ascendance française. Le Maine est riche en petites usines textiles, dans les villes de Lewiston, Saco, Biddeford, Brunswick, qui attirent ces canadiens français. Des Italiens, Polonais, Lituaniens, sont venus aussi travailler dans les villes du Nord-Maine, comme Millinocket et Rumford, plus spécifiquement vouées à l'industrie du bois. Le Ku Klux Klan est associé à l'idéologie de la suprématie blanche et à un mouvement du XIXe siècle, mais il s'est relancé dans les années 1920 dans le Maine en s'affichant aussi comme anti-catholique, parvenant à rallier des éléments du Parti républicain du Maine, qui ont aidé à élire un gouverneur, Owen Brewster.
Dans les années 1920, dans le cadre d'un mouvement dirigé plus largement contre la minorité catholique, le Ku Klux Klan s'en est pris aux Franco-Américains de Saco (Maine), une ville du sud de l’État. Des combats de rue ont eu lieu à Greenville, Fairfield, et sur le pont reliant Biddeford à Saco à en 1924, selon le journal Bangor Daily News (en). Le Klan a attaqué des membres de l'Industrial Workers of the World (IWW), célèbre pour leur slogan « An injury to one is an injury to all », qui créaient des syndicats de salariés dans l'industrie du bois.

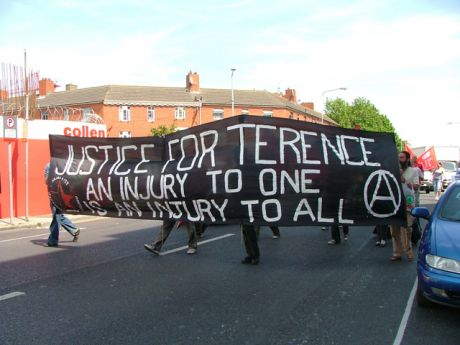
Des manifestants de l'Industrial Workers of the World arborent le slogan sur leur banderole

Le KKK a marqué sa première victoire politique en 1923 quand il a appuyé un référendum pour abolir une procédure administrative qui donnait aux catholiques irlandais et aux habitants des quartiers juifs une certaine influence dans la politique de la ville. Le référendum a été perdu par seulement 200 votes dans une précédente version, avant le Klan ait été formé, puis il a été gagné par 4 000 votes après son engagement dans la bataille. En septembre 1923, le maire de Portland refuse d'autoriser une parade publique du KKK pour Columbus Day, mais elle a cependant lieu en divers endroits de l'État : Portland, Gardiner, Brewer, Milo, Dexter, East Hodgdon, Kittery et Brownville Junction. Ce sont les premières des États-Unis à se dérouler au grand jour dans les années 1920. En 1930, le KKK avait perdu sa puissance dans le Maine et ne rassemblait plus que 200 personnes.

## La renaissance de la francophonie auXXesiècle

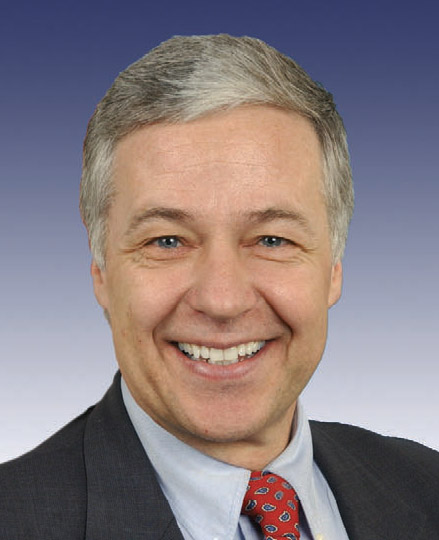
Mike Michaud, élu cinq fois de suite au Congrès des États-Unis entre 2002 et 2012.

Dans les années 1950 et 1960, les autorités du Maine craignaient que l'apprentissage d'une deuxième langue retarde l'acquisition de l'anglais et les enfants francophones de ne pas être traités aussi bien que leurs camarades anglophones. Dans certains villages, neuf habitants sur dix étaient francophones au début du XXe siècle, ce qui n'a pas suffi à entraîner le reste de la population. Certains ont anglicisé leurs noms afin d'éviter la discrimination. Le journal Le Messager, fondé en 1880, dans quartier appelé « Little Canada », à Lewiston, doit même fermer ses portes en 1966. L’identité franco-américaine est ensuite revenue à nouveau à l’honneur dans le Maine. Le thème de "La Survivance" des traditions s'est imposé, les Franco-Américains décrochant des postes-clés dans la société, car ils se sont battus pour faire revivre leur héritage linguistique. Mike Michaud fut le premier Franco-Américain envoyé par le Maine à Washington, après avoir battu un représentant de la cause anti-avortement. Il a été élu cinq fois de suite au Congrès des États-Unis entre 2002 et 2012, ne parle pas français, mais tente de préserver l'héritage francophone et a gardé sa gamelle en bois, « emblème de l'héritage ». Au XXIe siècle, 7 % des familles du Maine parlent français à la maison, selon le Centre d'héritage franco-américain à Lewiston.